# Lucy Simon
Lucy Simon (New York, 5 maggio 1940 – Piermont, 20 ottobre 2022) è stata una cantautrice e compositrice statunitense, vincitrice di due Grammy Award.

## Biografia
Nata e cresciuta nel quartiere Riverdale di New York, dal padre Richard Simon, pianista e cofondatore della casa editrice Simon & Schuster, e la madre Andrea Heinmann, cantante e attivista per i diritti civili, negli anni dell'infanzia si recava spesso con la sua famiglia nella casa di campagna di Stamford, nel Connecticut, e nel 1958 si diplomò presso il Bennington College.
Esordì nel panorama musicale nel 1963 insieme alla sorella Carly, con cui formava il gruppo delle Simon Sisters. Esse pubblicarono tre LP di musica folk prima di dividersi nel 1969. Lucy Simon fece il suo debutto da solista nel 1975 con un album omonimo, a cui seguì due anni più tardi Stolen Time, che sancì il passaggio dell'artista dal folk-rock al pop. Insieme al marito David KLevine, sposato nel 1967, nel 1981 vinse il Grammy Award per il miglior album per bambini per In Harmony: A Sesame Street Record; due anni dopo vinse nuovamente lo stesso premio per In Harmony 2.
Nel 1991 esordì a Broadway in veste di compositrice con The Secret Garden, che rimase in cartellone per oltre settecento rappresentazioni e vinse il Drama Desk Award al miglior musical. The Secret Garden inoltre valse a Simon una candidatura al Tony Award alla migliore colonna sonora originale e al Grammy Award al miglior album di un musical teatrale. Di minor successo fu il suo adattamento musicale de Il dottor Živago, che si rivelò essere un autentico fiasco al suo esordio a Broadway nel 2015.
È morta il 20 ottobre 2022 all'età di 82 anni a causa di un tumore alla mammella. Il giorno precedente era deceduta anche la sorella Joanna, malata anch'essa di cancro.

## Discografia
- 1964 - Meet the Simon Sisters
- 1966 - Cuddlebug
- 1969 - The Simon Sisters Sing The Lobster Quadrille And Other Songs For Children
- 1975 - Lucy Simon
- 1977 - Stolen Time

## Teatro
- The Secret Garden (1989)
- Doctor Zhivago (2011)

## Riconoscimenti
- Grammy Award
  - 1981 - Miglior album per bambini per In Harmony: A Sesame Street Record
  - 1983 - Miglior album per bambini per In Harmony 2
  - 1993 - Candidatura al miglior album di un musical teatrale per The Secret Garden